# Pierella hortensia
Pierella hortensia är en fjärilsart som beskrevs av Felder 1862. Pierella hortensia ingår i släktet Pierella och familjen praktfjärilar. Inga underarter finns listade i Catalogue of Life.